# Филлипс, Тодд
Тодд Фи́ллипс (англ. Todd Phillips; первоначальная фамилия — Банзл (англ. Bunzl), род. 20 декабря 1970, Бруклин, Нью-Йорк, США) — американский кинорежиссёр, сценарист и кинопродюсер. Наиболее известен по фильмам «Впритык», «Мальчишник в Вегасе», «Джокер» и «Борат».

## Ранние годы
Тодд Филлипс родился в Бруклине, Нью-Йорк, в еврейской семье. Его родители — Лоретта Филлипс (род. 1944) и Питер Банзл (род. 1943) — развелись, когда он был ребёнком, и в 16 лет он сменил фамилию с Банзл на Филлипс. Сестра — актриса Джилл Гинзберг.
Обучался в New York University Film School, которую бросил, чтобы сосредоточиться на завершении своего первого полнометражного документального фильма «Hated: GG Allin and the Murder Junkies» о жизни и смерти панк-рокера GG Allin. Примерно в это время он работает в «St. Mark’s Place» в круглосуточном видео магазине, который специализируется на продаже откровенных и редких фильмов. Он также снялся в роли одного из водителей в первом сезоне «Taxicab Confessions» на телеканале «HBO».

## Карьера
Его первый фильм Hated: GG Allin and the Murder Junkies о панк-рокере Джи-Джи Аллине. Он снял фильм, когда был студентом New York University Film School. Фильм стал одним из самых кассовых студенческих фильмов того времени и даже показывался в некоторых кинотеатрах. Следующим фильмом стал «Дом братства», документальный фильм о братстве колледжа, который он создал с Эндрю Гарландом. Премьера фильма состоялась в 1998 году на кинофестивале «Сандэнс», где он получил приз жюри в номинации «необычный документальный фильм». Он был подготовлен HBO, но никогда не выходил в эфир на этом канале, потому что съёмки многих из участников фильма не были оплачены.

## Фильмография
| Год       | Название                          | Оригинальное название                | Режиссёр | Сценарист | Продюсер    | Актёр | Роль                 | Примечания           |
| --------- | --------------------------------- | ------------------------------------ | -------- | --------- | ----------- | ----- | -------------------- | -------------------- |
| 1993      | Ненавистный                       | Hated: GG Allin & the Murder Junkies | Да       | Да        | Да          |       |                      | документальный фильм |
| 1996      | —                                 | Screwed                              |          |           | Да          |       |                      | документальный фильм |
| 1997      | —                                 | Taxicab Confessions                  |          |           | Да (1 эп.)  |       |                      | телесериал           |
| 1998      | Дом братства                      | Frat House                           | Да       |           | Да          |       |                      | документальный фильм |
| 2000      | Сладостно-горький мотель          | Bittersweet Motel                    | Да       |           | Да          |       |                      | документальный фильм |
| 2000      | Дорожное приключение              | Road Trip                            | Да       | Да        |             | Да    | фут-фетишист         |                      |
| 2003      | Старая закалка                    | Old School                           | Да       | Да        | Да          | Да    | парень из групповухи |                      |
| 2004      | Убойная парочка: Старски и Хатч   | Starsky & Hutch                      | Да       | Да        |             |       |                      |                      |
| 2006      | Школа негодяев                    | School for Scoundrels                | Да       | Да        | Да          |       |                      |                      |
| 2006      | Борат                             | Borat                                |          | Да        |             |       |                      |                      |
| 2006      | Вся королевская рать              | All the King’s Men                   |          |           | Да          |       |                      |                      |
| 2008      | —                                 | The More Things Change…              | Да       |           | Да          |       |                      | телефильм            |
| 2009      | Мальчишник в Вегасе               | The Hangover                         | Да       |           | Да          | Да    | мистер Крипи         |                      |
| 2009      | Дорожное приключение 2            | Road Trip: Beer Pong                 |          | Да        |             |       |                      | сразу на видео       |
| 2010      | Впритык                           | Due Date                             | Да       | Да        | Да          | Да    | Барри                |                      |
| 2011      | Мальчишник 2: Из Вегаса в Бангкок | The Hangover: Part II                | Да       | Да        | Да          | Да    | мистер Крипи         |                      |
| 2012      | Проект X: Дорвались               | Project X                            |          |           | Да          |       |                      |                      |
| 2013      | Мальчишник: Часть III             | The Hangover Part III                | Да       | Да        | Да          |       | мистер Крипи         |                      |
| 2015—2016 | Области тьмы                      | Limitless                            |          |           | Да (19 эп.) |       |                      | телесериал           |
| 2016      | Парни со стволами                 | War Dogs                             | Да       | Да        | Да          |       |                      |                      |
| 2018      | Звезда родилась                   | A Star Is Born                       |          |           | Да          |       |                      |                      |
| 2019      | Джокер                            | Joker                                | Да       | Да        | Да          |       |                      |                      |
| 2024      | Джокер: Безумие на двоих          | Joker: Folie à Deux                  | Да       | Да        | Да          |       |                      |                      |
| TBA       | —                                 | Untitled Hulk Hogan Biopic           | Да       |           | Да          |       |                      |                      |

## Награды и номинации
| Премия                         | Год  | Фильм    | Категория                       | Результат |
| ------------------------------ | ---- | -------- | ------------------------------- | --------- |
| «Оскар»                        | 2007 | «Борат»  | Лучший адаптированный сценарий  | Номинация |
| «Оскар»                        | 2020 | «Джокер» | Лучший фильм                    | Номинация |
| «Оскар»                        | 2020 | «Джокер» | Лучший режиссёр                 | Номинация |
| «Оскар»                        | 2020 | «Джокер» | Лучший адаптированный сценарий  | Номинация |
| «Золотой глобус»               | 2020 | «Джокер» | Лучший режиссёр                 | Номинация |
| BAFTA                          | 2020 | «Джокер» | Лучший фильм                    | Номинация |
| BAFTA                          | 2020 | «Джокер» | Лучший режиссёр                 | Номинация |
| BAFTA                          | 2020 | «Джокер» | Лучший адаптированный сценарий  | Номинация |
| «Выбор критиков»               | 2020 | «Джокер» | Лучший адаптированный сценарий  | Номинация |
| «Спутник»                      | 2019 | «Джокер» | Лучший адаптированный сценарий  | Победа    |
| «Сезар»                        | 2020 | «Джокер» | Лучший иностранный фильм        | Номинация |
| «Давид ди Донателло»           | 2020 | «Джокер» | Лучший иностранный фильм        | Номинация |
| Венецианский кинофестиваль     | 2019 | «Джокер» | Золотой лев                     | Победа    |
| Венецианский кинофестиваль     | 2019 | «Джокер» | Graffetta d’Oro за лучший фильм | Победа    |
| Премия Гильдии продюсеров США  | 2020 | «Джокер» | Лучший фильм                    | Номинация |
| Премия Гильдии сценаристов США | 2007 | «Борат»  | Лучший адаптированный сценарий  | Номинация |
| Премия Гильдии сценаристов США | 2020 | «Джокер» | Лучший адаптированный сценарий  | Номинация |